# Daheim in den Bergen – Wunsch und Wirklichkeit
Wunsch und Wirklichkeit ist ein deutscher Fernsehfilm von Markus Imboden aus dem Jahr 2024. Es handelt sich um den elften Teil der Heimatfilmreihe Daheim in den Bergen. Catherine Bode und Theresa Scholze verkörpern die Schwestern Marie und Lisa Huber, Thomas Unger und Matthi Faust das Brüderpaar Georg und Florian Leitner. Tragende Rollen sind mit Christoph M. Ohrt, Judith Toth und Nadja Sabersky besetzt. Die Erstausstrahlung fand am 10. Mai 2024 auf Das Erste im Rahmen der Reihe „Endlich Freitag im Ersten“ statt.

## Handlung
Lisa Huber hat mit dem Pachtvertrag für das Familienhotel „Walser“ mit der Münchner Geschäftsfrau Margot Walser ihr Lebensglück gefunden. Tatkräftig packen der Ruhrgebietskoch Rüdiger, die junge Kellnerin Sofie Dalgow und ihr Lebensgefährte Florian mit an, wobei Florian zwischenzeitlich seinem Bruder auf dem Hof helfen muss, worüber Lisa nicht gerade erfreut ist. Der Pachtvertrag gerät ins Wanken, als Margot Walser ihr verkündet, das „Walser“ verkauft zu haben, weil sie ihr gesamtes Vermögen verspielt hat und daher unbedingt Geld braucht. Lisa ist am Boden zerstört und weiß nicht, wie es nun weitergehen soll. Zu allem Überfluss wird sie auch noch von einem ihrer Gäste umgarnt, was ihr jedoch schmeichelt. Gerade jetzt, wo sie mit Florian eine Ehekrise hat, da er mit Lisas Hotelplänen nicht glücklich ist und lieber auf dem Leitner-Hof arbeitet. Als sich nun der neue Hotelbesitzer vorstellt, ist Lisa sehr irritiert, denn es ist der charmante Sören Hartmann, der sich als Hotelgast getarnt, die Hotelabläufe angesehen und Lisa den Hof gemacht hatte. 
Lisas Schwester Marie plagen die Sorgen wegen ihrer zunehmenden und heftiger werdenden MS-Schübe. Sie ist sich im Unklaren, wie lange sie mit Georg und ihrer kleinen Tochter Fritzi die „Huber-Alpe“ noch bewirtschaften kann. Um die Arbeit auf dem Leitner-Hof zu schaffen, stellt Georg Frank Linak zur Aushilfe ein. Zu ihrer Überraschung bietet sich auch Florians Tochter Mila an, die Alpe zu bewirtschaften. Marie ist zwar skeptisch, ob das Mädchen den Anforderungen gewachsen ist, aber sie ist auch sehr froh über die Unterstützung. Wider erwarten meistert Mila den Betrieb auf der Alpe perfekt. Eine neue Freundin findet sie dabei auch: Beatrice. Aushilfe Frank arbeitet sich gut ein und eigentlich ist Georg mit ihm sehr zufrieden, aber er merkt auch schon bald, dass Frank nicht ehrlich zu ihm ist. Als Georg ihn zur Rede stellen will, wirft er die Arbeit hin und verlässt den Hof. Marie fährt ihm nach, weil sie Frank gern noch eine Chance geben möchte. Beide reden miteinander und Frank erklärt ihr sein Problem, denn er darf seine kleine Tochter nur unter Aufsicht sehen und deshalb hat er sie von ihren Großeltern weggeholt ist seitdem auf der Flucht vor den Behörden. Marie verspricht ihm zu helfen und redet mit seinen Schwiegereltern. Das hat Erfolg und sie wollen ihrem Enkelkind zu Liebe ihre Anzeige zurückziehen.
Karl Leitner plant mit Florians Ex-Frau Karin ein paar Tage nach Mailand zu fahren. Georg und Florian sind total überrascht, da Karl seine Beziehung zu Karin bisher vor ihnen geheim gehalten hatte. Letztendlich finden sie es aber durchaus in Ordnung.

## Hintergrund
Die Dreharbeiten zum elften Film der ARD-Heimatfilmreihe wurde zeitgleich mit dem nachfolgenden finalen zwölften Film Schulter an Schulter vom 24. Mai 2022 bis zum 23. Juli 2022 an Schauplätzen im Allgäu gedreht.

## Rezeption

### Einschaltquoten
Bei der Erstausstrahlung von Daheim in den Bergen – Wunsch und Wirklichkeit am 10. Mai 2024 verfolgten in Deutschland insgesamt 2,23 Millionen Zuschauer die Filmhandlung, was einem Marktanteil von 10,1 Prozent für Das Erste entsprach. In der als Hauptzielgruppe für Fernsehwerbung deklarierten Altersgruppe von 14–49 Jahren erreichte Daheim in den Bergen – Wunsch und Wirklichkeit laut AGF Videoforschung einen Marktanteil von 4,7 Prozent in dieser Altersgruppe.

### Kritiken
Oliver Armknecht von film-rezensionen.de meinte, der Film „verzichtet auf die exzessiven Schicksalsschläge der letzten Filme und lässt es lieber ruhiger angehen. Das kann man sich dann gut nebenher anschauen, zumal es wieder schöne Aufnahmen aus der Provinz gibt.“ „Für ein konzentriertes Anschauen hat er nicht so wahnsinnig viel zu bieten. Irgendwie plätschert das schon alles ziemlich vor sich her, ohne dass es zu nennenswerten Höhepunkten kommen würde. […] Spannend ist ‚Daheim in den Bergen: Wunsch und Wirklichkeit‘ aber kaum, weder im Hinblick auf die erzählten Geschichten noch die Figuren. Am Ende bleibt auch nicht so wahnsinnig viel zurück von den beiden Geschwisterpaaren und den täglichen Problemen, mit denen sie sich herumplagen.“
Die Kritiker der Fernsehzeitschrift TV Spielfilm kamen zu dem Urteil: „Umrahmt von den malerischen Allgäuer Alpen dürfen wir nun schon seit sechs Jahren an Freud und Leid der Familien Leitner und Huber teilhaben. Auch die elfte Episode tischt wieder jede Menge Schicksal auf. Da stört es nicht weiter, dass fast alle Protagonisten so sprechen, als würden sie nicht in Bayerisch Schwaben Milchwirtschaft betreiben, sondern in Niedersachsen einen großen Schweinemastbetrieb führen.“
prisma.de befand: „Eine gewisse Moral kommt einem bereits nach wenigen Minuten in den Sinn – oder eher: eine Erkenntnis – nämlich dass "Wunsch und Wirklichkeit" häufig weit auseinanderklaffen. Die Protagonisten stoßen jedenfalls auf die harte Realität. Die stetige Suche nach einem Gleichgewicht zwischen Autonomie und Verantwortung bringt die Beziehungen zwischen den Huber-Schwestern und den Leitner-Brüdern gehörig ins Schwanken.“